# Laurene Powell Jobs

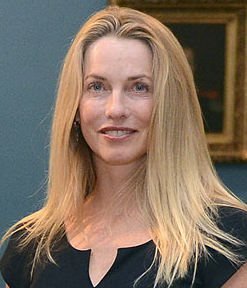
Laurene Powell Jobs (2012)

Laurene Powell Jobs (* 6. November 1963 in West Milford, New Jersey als Laurene Powell) ist eine US-amerikanische Unternehmerin.

## Leben
Laurene Powell Jobs wuchs in ihrer Geburtsstadt West Milford in New Jersey auf. Sie studierte Wirtschaftswissenschaft an der Wharton School of the University of Pennsylvania und an der Stanford Graduate School of Business. Nach ihrem Abschluss heiratete sie 1991 den Mitgründer von Apple, Steve Jobs, der am 5. Oktober 2011 an Krebs starb.
2002 gründete sie ihr erstes eigenes Unternehmen, Emerson Collective, das als eine Art private Stiftung finanziell benachteiligte Schüler und Studenten unterstützt; 2017 erwarb Emerson Collective zudem einen Mehrheitsanteil am Magazin The Atlantic. 2003 war sie des Weiteren Mitbegründerin des Unternehmens Terravera, eines Rohstofflieferanten für die Lebensmittelindustrie. 2015 startete sie mit XQ: The Super School Project eine eigene Initiative zur Weiterentwicklung des Schulsystems in den Vereinigten Staaten.
2018 wurde sie in die American Academy of Arts and Sciences gewählt.
Sie hat drei Kinder, die zwischen 1991 und 1998 zur Welt kamen. Ihre jüngste Tochter ist die Springreiterin Eve Jobs. Mit ihren Kindern wohnt Laurene Powell Jobs in Palo Alto in Kalifornien.

## Vermögen
Laurene Powell Jobs hat ein Vermögen von geschätzt 16,4 Milliarden US-Dollar (2022), das vorwiegend aus Beteiligungen an Apple und der Walt Disney Company stammt. Damit belegt sie Platz 110 auf der Forbes-Liste der reichsten Menschen der Welt.